# Spyker F1
Spyker (Spyker F1 Team, Etihad Aldar Spyker F1 Team) – holenderski konstruktor i zespół wyścigowy powstały na bazie dawnego rosyjskiego zespołu MF1 Racing. Fabryczny team firmy Spyker Cars startował w Formule 1 w sezonie 2007 zdobywając jeden punkt za ósme miejsce w Grand Prix Japonii, kończąc sezon na 10. pozycji w klasyfikacji konstruktorów. W krótkiej historii zespołu, reprezentowało go czterech kierowców: Adrian Sutil jeżdżący dla Spykera cały sezon, a także Christijan Albers, który startował do Grand Prix Wielkiej Brytanii, Markus Winkelhock startujący w Grand Prix Europy i Sakon Yamamoto prowadzący samochód Spykera od Grand Prix Węgier do końca sezonu. Samochodem holenderskiego konstruktora był Spyker F8-VII, zmodernizowany przed Grand Prix Włoch do wersji B. Zmagający się z problemami finansowymi zespół, jeszcze w trakcie trwania sezonu, sprzedano konsorcjum hinduskiego biznesmena Vijaya Mallyi i przekształcono go w Force India F1 Team.

## Historia

### MF1 Racing

Logo MF1 Racing

Na początku sezonu 2006 w Formule 1 pojawił się nowy zespół wyścigowy – rosyjski Midland F1 Team. Team powstał w 2004 roku, ale dopiero po wykupieniu przez Aleksa Shnaidera zespołu Jordan Grand Prix w 2005 roku Rosjanie mogli zadebiutować w Formule 1. W sezonie 2005 zespół startował jeszcze jako Jordan Grand Prix, a od sezonu 2006 zmieniono nazwę ekipy z Silverstone na Midland F1 Team. Rosyjska ekipa od samego początku zmagań borykała się z problemami, zarówno w kwalifikacjach, jak i wyścigach. Najlepszym polem startowym było 14 miejsce Christijana Albersa zdobyte podczas Grand Prix Stanów Zjednoczonych, natomiast najwyższym miejscem na mecie była 9. pozycja Tiago Monteiro w Grand Prix Węgier. MF1 Racing ukończył sezon na 10. miejscu w klasyfikacji konstruktorów, będąc lepszym tylko od Super Aguri.
Wkrótce po rozpoczęciu sezonu pojawiły się pogłoski, że Shnaider chce sprzedać swój zespół. Kupcem miała rzekomo być internetowa firma Lost Boys, której właścicielem był Holender Michiel Mol. Pod koniec maja Mol zaproponował Rosjaninowi ofertę odkupienia pakietu własnościowego zespołu za 128 mln USD. Po długich negocjacjach 9 września team został sprzedany holenderskiej firmie motoryzacyjnej Spyker Cars N.V. za 106 milionów dolarów. Od Grand Prix Chin zmieniono sponsora tytularnego i na trzy ostatnie weekendy wyścigowe sezonu pełna nazwa brzmiała Spyker MF1 Racing. Po zakończeniu sezonu 2006 nazwa zespołu ponownie została zmieniona i w sezonie 2007 team widniał na oficjalnej liście startowej jako Spyker F1 Team.

### Przygotowania do startów
Krótko po sprzedaży zespołu rozpoczęła się restrukturyzacja w ekipie z Silverstone. Zatrudniono byłego dyrektora technicznego Toyoty – Mike’a Gascoyne'a. Wśród potencjalnych kandydatów na kierowców holenderskiego teamu wymieniano zawodników MF1 Racing – Christijana Albersa i Tiago Monteiro, a także byłego reprezentanta Red Bull Racing – Christiana Kliena. Innymi kierowcami, których łączono z posadą w Spykerze byli: Gary Paffett i Lewis Hamilton (testerzy McLarena), mistrz IndyCar z 2005 – Dan Wheldon, mistrz Formuły 1 z sezonów 1998 i 1999, Fin Mika Häkkinen oraz mający zadebiutować w F1 – Adrian Sutil, Ernesto Viso, Markus Winkelhock, Giorgio Mondini i Alexandre Prémat. Pierwszym, ogłoszonym 28 września, kierowcą został Albers. Miejsce w drugim samochodzie nowego teamu zajął dotychczasowy tester MF1 Racing – Adrian Sutil. Pełny skład kierowców przedstawiono 1 lutego 2007 roku – obok etatowych, Albersa i Sutila, zatrudniono także czterech testerów – Giedo van der Garde, Adriána Vallésa, Fairuza Fauzy oraz Markusa Winkelhocka.
30 września 2006 do wiadomości podano, iż holenderski zespół podpisał z Ferrari roczną umowę na dostawę jednostek napędowych od sezonu 2007. Jeszcze przed zakończeniem sezonu 2006, Spyker rozpoczął intensywne poszukiwania sponsorów na rok 2007. Skutkiem było podpisanie kilkunastu drobnych umów, m.in. z LeasePlan Netherlands (na lata 2007–2009), amerykańskim producentem narzędzi – RotoZip, Trust International, produkującym akcesoria komputerowe, wytwórcą odzieży i obuwia, Ferrini B.V. oraz holenderskim producentem oprogramowania – Exact. Zwieńczeniem poszukiwań sponsora tytularnego było podpisanie porozumienia, na mocy którego dwie firmy z Bliskiego Wschodu – Etihad Airways i Aldar Properties zobowiązały się do wspierania Spykera przez okres trzech lat, w zamian za zmianę nazwy holenderskiego teamu na Etihad Aldar Spyker F1 Team.
Pod koniec listopada, szef zespołu, Colin Kolles poinformował, że Spyker nie będzie brał udziału w testach. Holendrzy chcą skupić się na budowie nowego samochodu na sezon 2007, zamiast usprawniać nieudaną konstrukcję MF1 Racing – Midland M16 i rozpoczynać zmagania w mistrzostwach z samochodem przejściowym.
Kierownictwo Spyker Cars N.V. pokładało w zespole spore nadzieje. Po zakończeniu sezonu 2006, właściciel teamu – Michiel Mol, wypowiedział się na temat planów na przyszłe lata:

W 2007 chcemy uzyskać kilka punkcików. (...) Następnie w przeciągu najbliższych trzech lat pragniemy walczyć o podium. Chcemy też wygrać wyścig i dajemy sobie na to pięć lat

5 lutego 2007 roku zaprezentowano pierwszy samochód wyścigowy Spykera oznaczony symbolem F8-VII (seria F, 8 cylindrów, zaprojektowany w roku 2007 (MMVII)). Celem na początek sezonu było osiągnięcie niezawodności, natomiast osiągi miały przyjść w drugiej połowie sezonu, wraz z wersją B samochodu. Przez kolejne dwa dni Spyker testował F8-VII na torze Silverstone. Pierwszego dnia testów Christijan Albers pokonał 38 okrążeń toru. Pomimo zimna i przejechaniu zaledwie 200 kilometrów, zespół był zadowolony z pracy samochodu. Następnego dnia za sterami pomarańczowego bolidu zasiadł Adrian Sutil. Niemiec, po przejechaniu 26 okrążeń, bardzo chwalił zarówno F8-VII, jak i silnik 056 Ferrari. Sesję testową Spykera zakończyło uszkodzenie samochodu, po uderzeniu w bandy okalające tor.
12 lutego rozpoczęły się trzydniowe, przedsezonowe testy na Circuit de Catalunya w Montmelo. Samochód Spykera nie spisywał się dostatecznie dobrze, by uzyskiwać lepsze czasy okrążenia. Pierwszego dnia Sutil miał ostatni czas (1:25,581), tracąc niemal trzy sekundy do Pedro de la Rosy z McLarena. Na pozostałe dwa dni, bolid przejął Albers, codziennie poprawiając czas okrążenia toru. Drugiego dnia poprawił wynik Niemca o ponad sekundę, jednak czas nadal plasował Spykera na ostatnim miejscu. Trzeciego dnia testów, Holender pokonał jedną pętlę toru w 1:23,947, zajmując 17. miejsce na 19 ustanowionych czasów okrążenia. Łącznie, podczas testów pod Barceloną, kierowcy Spykera pokonali 278 okrążeń, co przekłada się na niemalże 1300 kilometrów.
Tydzień później holenderski zespół wziął udział w kolejnych testach na torze Ricardo Tormo w Walencji. Pierwszego dnia za kierownicą F8-VII zasiadali testerzy Giedo van der Garde oraz Adrián Vallés, a także Sutil. Czasy okrążenia były ponad 2 sekundy gorsze od czasów uzyskiwanych przez drugiego uczestnika testów – Williamsa. Drugiego dnia testowali: Sutil, Albers oraz kolejny kierowca testowy – Fairuz Fauzy. Strata do Williamsa nieznacznie zmalała. Ostatniego dnia, bolidem dzielili się tylko kierowcy etatowi. Na koniec sesji, czas uzyskany przez Sutila był zaledwie pół sekundy gorszy od najlepszego okrążenia Nico Rosberga, co dawało nadzieje na dobre rezultaty w sezonie.
Na 18 dni przed rozpoczęciem 58. sezonu Formuły 1, ekipa z Silverstone powróciła pod Barcelonę, gdzie wraz z Williamsem odbyła ostatnie przedsezonowe testy. 27 lutego Spyker testował F8-VII czterema kierowcami: Albersem, Sutilem, van der Garde i Fauzym, z których najlepszy był Holender. Był on jednak półtorej sekundy wolniejszy od najszybszego Nico Rosberga. Pozostałe dwa dni bolid dzielili etatowi kierowcy zespołu. W środę lepszy był Albers ze stratą 1,838 sekundy do Rosberga, natomiast w czwartek Sutil stracił niewiele ponad sekundę do najlepszego wyniku Alexandra Wurza.
Po wywieszeniu flagi w szachownicę głos na temat formy zespołu zabrał szef ds. technicznych – Mike Gascoyne:

Zakończyliśmy już nasz program przedsezonowych testów i wszyscy zarówno na torze jak i w fabryce spisali się znakomicie. (...) Mimo iż wiemy, że brakuje nam trochę szybkości, to jednak myślę, że możemy być dumni z dotychczasowych postępów. Udajemy się do Melbourne w dobrej formie i będziemy liczyć na stałe osiągi.

6 marca nastąpił shakedown trzeciego monokoku, na którym zaprezentowano nowe malowanie samochodów Formuły 1 Spykera. Dotychczasowy jasny pomarańcz zastąpiono ciemniejszym odcieniem, a czarne detale zamieniono na kolor stalowoszary. Wtedy też Markus Winkelhock przejechał ostatnie, przed rozpoczęciem sezonu, 50 kilometrów po Silverstone Circuit, znajdującego się w pobliżu bazy teamu. Na półtora tygodnia przed Grand Prix Australii, Spyker zakończył zimowy program testowy z nadziejami na dobry start sezonu 2007.

### Sezon 2007
W regulaminie, w stosunku do poprzedniego sezonu, doszło do kilku zmian. Pierwszą z nich, było zwiększenie czasu piątkowych sesji treningowych z 60 do 90 minut oraz możliwość jazdy dla kierowcy testowego. Kolejną, było zwiększenie liczby zestawów ogumienia na suchą nawierzchnię z 7. do 14. Trzecią ważną zmianą było, iż silnik musi wytrzymać dwa weekendy wyścigowe, nie licząc pierwszych dwóch sesji testowych. Oznacza to, iż w piątek można korzystać z innych silników, bez narażania się na sankcje ze strony Fédération Internationale de l’Automobile. Ważną regulacją dotyczącą samochodu bezpieczeństwa było, iż żaden bolid nie będzie mógł zbyt szybko zjechać do boksów. Będzie to możliwe gdy wszystkie samochody ustawią się tuż za safety carem oraz zdublowani kierowcy rozdzielający innych kierowców i znajdujący się za samochodem bezpieczeństwa wyprzedzą go, przejadą całe okrążenie i ustawią się na końcu stawki. Zmiana ta spowodowana była tym, że kierowcy zdublowani przeszkadzali kierowcom walczącym o wyższe pozycje. Stewardzi zyskali również uprawnienia do nakładania kar obniżenia pozycji startowej za przedwczesną wymianę skrzynki biegów czy silnika. Wprowadzono również system ostrzegania oparty na GPS polegający na zapalaniu się w samochodzie odpowiednich kontrolek odpowiadających flagom pokazywanym przez porządkowych na torze. Warte odnotowania jest też, że Bridgestone po odejściu Michelina, został jedynym dostawcą opon dla Formuły 1.
16 marca 2007 roku ruszył 58. sezon Formuły 1. Kalendarz zakładał 17 weekendów wyścigowych, z czego 9 wyścigów odbyć miało się w Europie, 4 w Azji, 2 w Ameryce Północnej oraz po jednym w Ameryce Południowej oraz Australii. W Australii właśnie, odbyło się inauguracyjne Grand Prix sezonu 2007. Sesje treningowe były trudne dla holenderskiego zespołu – czasy osiągane przez Christijana Albersa i Adriana Sutila były bardzo słabe. W kwalifikacjach także nie odnotowano poprawy osiągów Spykera. Sutil i Albers odnotowali odpowiednio 21. i 22. (ostatni) czas kwalifikacji. Ostatecznie Holender, z powodu problemów z przyczepnością, skorzystał z zapasowego samochodu i musiał startować z alei serwisowej. Kwalifikacje wygrał Kimi Räikkönen z Ferrari. Już na pierwszym okrążeniu wyścigu doszło do kontaktu Sutila z Anthonym Davidsonem z Super Aguri, jednak obaj kierowcy byli w stanie kontynuować jazdę. Na 6. okrążeniu błąd popełnił Albers – w jednym z zakrętów pojechał zbyt szeroko, uderzył w bandę okalającą tor i musiał wycofać się z wyścigu. Niemiec natomiast po dwóch karach przejazdu przez pit-lane (za blokowanie Lewisa Hamiltona oraz przekroczenie białej linii na wyjeździe z boksów) zakończył wyścig na ostatnim, 17. miejscu z dwoma okrążeniami straty do zwycięzcy – Kimiego Räikkönena. Podium uzupełnili kierowcy McLarena, Fernando Alonso i Lewis Hamilton.
Po pierwszej sesji kwalifikacyjnej Spyker podał w wątpliwość legalność nowego samochodu Super Aguri. Colin Kolles stwierdził, że SA07 jest zmodyfikowaną wersją Hondy RA106 używanej w sezonie 2006, co jest niezgodne z zapisami w Concorde Agreement. Wszelkie próby zażegnania konfliktu spełzły na niczym, więc Holendrzy postanowili odwołać się do szwajcarskiego sądu, który miał rozstrzygnąć spór. 23 marca do sądu wpłynął akt oskarżenia przeciwko japońskiemu zespołowi oraz Scuderii Toro Rosso, która, zdaniem Spykera, również nie korzystała z samochodu własnej konstrukcji.
21 marca do publicznej wiadomości podano, iż Spyker nie weźmie udziału w testach na torze w Kuala Lumpur. Oficjalnym powodem była praca nad aerodynamiką w siedzibie zespołu w Silverstone. Nieoficjalnie jednak mówiło się o kłopotach finansowych teamu.
Dwa tygodnie później odbyło się Grand Prix Malezji. Podczas treningów Spyker ponownie zajmował ostatnie miejsca w tabeli z czasami, mając średnio ponad trzy sekundy straty do najlepszych czasów. W kwalifikacjach do wyścigu kierowcy holenderskiego zespołu ponownie startowali z ostatniego rzędu, a czasy okrążenia były o ponad sekundę gorsze od poprzedzającego ich Alexandra Wurza z Williamsa. Jednak ze względu na karę dla Rubensa Barrichello z Hondy, za wymianę silnika, Albers startował z 20., a Sutil z 21. pola. Z pole position startował reprezentant Ferrari – Felipe Massa. Wyścigu na Sepang International Circuit zarówno Niemiec, jak i Holender nie zaliczyli do udanych. Sutil już przed czwartym zakrętem pierwszego okrążenia uszkodził zawieszenie swojego F8-VII po kolizji z Hondą RA107 Jensona Buttona i musiał zakończyć swój udział w wyścigu. Na siódmym okrążeniu kłopoty miał Albers – skrzynia biegów zakleszczyła się na pierwszym biegu; długa jazda na najwyższych obrotach tak rozgrzała układ wydechowy, że zapaliły się od niego elementy aerodynamiczne samochodu, wskutek czego Holender po zjeździe do alei serwisowej, nie powrócił na tor. W Grand Prix Malezji dublet zdobyli kierowcy McLarena – Alonso i Hamilton, trzeci finiszował Räikkönen.

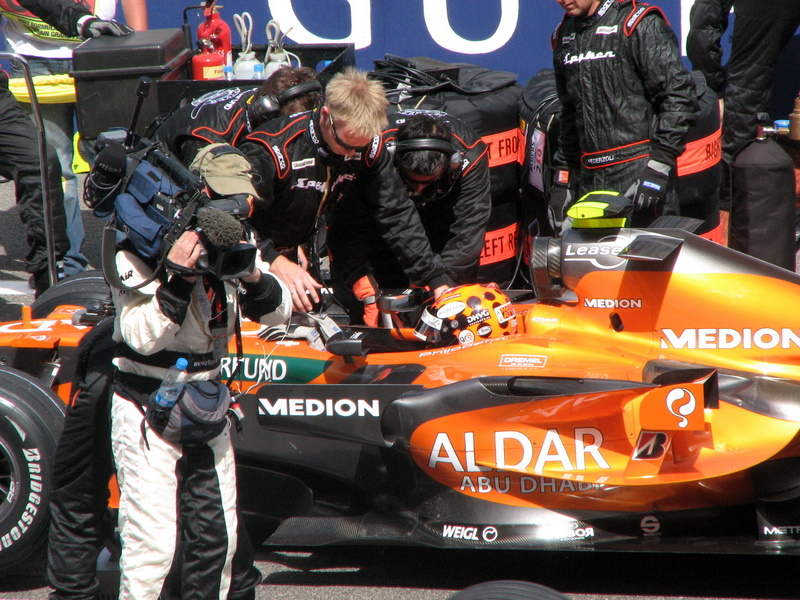
Christijan Albers przed startem do Grand Prix Bahrajnu

13 kwietnia w Bahrajnie odbyła się trzecia eliminacja sezonu. Podczas treningów, czasy okrążenia znów plasowały kierowców Spykera na końcu stawki. Średnie czasy były o około 0,7 sekundy gorsze. Kwalifikacje do Grand Prix Bahrajnu również nie przyniosły znacznej poprawy osiągów. Sutil z czasem 1:35,280 zajął 20. pole startowe, pokonując Davida Coultharda z Red Bulla oraz będąc o niecałe 0,3 sekundy lepszym od zespołowego kolegi. Pierwsze pole startowe zdobył Felipe Massa, reprezentujący Ferrari. Niemiec już na początku wyścigu uderzył w tył samochodu Scotta Speeda z STR, przez co musiał zjechać do boksu na wymianę przedniego spoilera. Holender ukończył wyścig na 14. pozycji, piętnasty był Sutil, po aż czterech wizytach w alei serwisowej. Bohaterem wyścigu na Bahrain International Circuit został Felipe Massa, który był także autorem najszybszego okrążenia. Pozostałe miejsca na podium zdobyli Hamilton i Räikkönen.
W czwartek, 19 kwietnia zespół poinformował, iż debiut poprawionego modelu F8-VII planowany jest w lipcu, najprawdopodobniej podczas Grand Prix Europy na niemieckim Nürburgringu. Niecały miesiąc później holenderska ekipa musiała zweryfikować swoje przypuszczenia – wersja B Spykera miała zadebiutować w wyścigu o Grand Prix Turcji.
11 maja na Circuit de Catalunya rozegrano pierwsze treningi przed Grand Prix Hiszpanii. Również w Europie forma Spykera nie wzrosła, Albers i Sutil ponownie odnotowywali najsłabsze czasy. W kwalifikacjach także odpadli po pierwszej części sesji. Sutil drugi raz z rzędu wywalczył 20. pole startowe, będąc lepszym od Albersa i Scotta Speeda, który nie wykonał żadnego okrążenia pomiarowego z powodu awarii skrzyni biegów. Z pole position ponownie startował Felipe Massa. Wyścig ukończyło 14. z 22. kierowców, i właśnie ostatnimi byli kierowcy holenderskiego zespołu, w kolejności Adrian Sutil i Christijan Albers. Do słabego wyniku tego drugiego przyczyniła się kara przejazdu przez boksy za ignorowanie niebieskich flag. Zwyciężył, podobnie jak w Bahrjanie, Felipe Massa, na drugim stopniu podium stanął Hamilton, a trzeci był Alonso.
W przerwie między Grand Prix Hiszpanii a Grand Prix Monako do wiadomości podano, iż nastąpi zmiana na stanowisku dyrektora wykonawczego. Miejsce Victora Mullera zajmie syn Jana Mola – Michiel. Według serwisu Grandprix.com, zmiana dyrektora podyktowana jest coraz większymi udziałami rodziny Molów w Spyker Cars N.V. Muller został przesunięty do działu projektowania i rozwoju marki Spyker.
W drugiej połowie maja, w wywiadzie dla Kicker, Adrian Sutil zapewnił, że ma podpisany ze Spykerem długoletni kontrakt i na pewno pozostanie w zespole z Silverstone na sezon 2008.
24 maja rozpoczął się weekend wyścigowy na Circuit de Monaco. W czwartek to Fernando Alonso odnotowywał najlepsze czasy okrążenia. Spyker ponownie plasował się na końcu stawki. W trzeciej sesji, na wilgotnym torze, niespodziewanie, najlepszy czas okrążenia uzyskał Sutil. Drugi kierowca holenderskiego teamu – Christijan Albers był 19.. W sesji kwalifikacyjnej nie było jednak tak dobrze. Niemiec uzyskał 19. pole startowe, natomiast Albers nie wykonał okrążenia pomiarowego, co przełożyło się na ostatnią pozycję startową. Z pierwszego rzędu startowała dwójka McLarena – Alonso i Hamilton. Żaden z kierowców Spykera nie ukończył Grand Prix Monako. Sutil rozbił bolid na 53 okrążeniu, a Holender wycofał się z rywalizacji 17 pętli później, z powodu awarii półosi napędowej. Został on jednak sklasyfikowany na 19. miejscu. Pierwsze cztery miejsca nie zmieniły się od startu – za Alonso i Hamiltonem, linię mety minęli Massa i Giancarlo Fisichella, jeżdżący dla Renault.
Na początku czerwca Holendrzy zakończyli budowę nowego tunelu aerodynamicznego znajdującego się w brytyjskim mieście Brackley. Nowy obiekt miał znacząco wpłynąć na tempo zespołu, przez przyspieszenie badań nad aerodynamiką samochodów wyścigowych Spykera.
Szóstą eliminacją sezonu było Grand Prix Kanady rozgrywane na torze imienia Gilles’a Villeneuve’a. Piątkowe treningi ponownie były trudne dla holenderskiego zespołu: w pierwszym, Albers i Sutil byli lepsi jedynie od, mającego problemy z samochodem, Roberta Kubicy z BMW Sauber, a w drugim – od Heikkiego Kovalainena, reprezentującego Renault F1 Team. W sobotę, korzystniejszy rezultat uzyskał Sutil. W treningu przed kwalifikacjami zajął on 18. miejsce, będąc ponad 0,6 sekundy lepszym od ostatniego Albersa. Spyker po raz kolejny nie zaimponował w kwalifikacjach. Czekał na nich ostatni rząd startowy, jednak z uwagi na karę cofnięcia o 10 pozycji na starcie za wymianę jednostki napędowej dla Kovalainena oraz problemy z bolidem Albersa, Niemiec startował z 20. miejsca, Fin z 21., a Holender był zmuszony ruszać do wyścigu z alei serwisowej. Obaj kierowcy nie ukończyli wyścigu na skutek uszkodzeń samochodu. Na 21 pętli swój bolid rozbił Niemiec, czym spowodował wyjazd na tor samochodu bezpieczeństwa. Holender natomiast uszkodził nos samochodu, który na 47 okrążeniu oderwał się, zmuszając kierowcę do wycofania się z rywalizacji, a władzy wyścigu do zarządzenia kolejnej neutralizacji. Na podium znaleźli się Hamilton, Nick Heidfeld z BMW Sauber i Alexander Wurz reprezentujący Williamsa.
Po rozczarowujących wynikach w Monako i Kanadzie, szef zespołu – Colin Kolles, wypowiedział się na temat błędów kierowców, które przyczyniły się do tego, iż w ostatnich dwóch wyścigach żaden ich samochód nie dojechał do mety:

Ostatnie odpadnięcia z wyścigu były do uniknięcia i doskonale to wiemy. (...) Nie możemy dłużej popełniać błędów, które ostatecznie kosztują nas miejsca i punkty. Zarówno ja, jak i Mike (Gascoyne) rozmawialiśmy z Adrianem i Christijanem po wyścigu i wyjaśniliśmy im, że nie zaakceptujemy kolejnej takiej sytuacji.

Również szef ds. technicznych – Mike Gascoyne odniósł się do słabej formy kierowców holenderskiej ekipy:

Wszystko mieliśmy pod kontrolą na stanowisku dowodzenia w pitlane. Strategia była odpowiednia i byliśmy na najlepszej drodze do uzyskania dobrego rezultatu. Ostatecznie jednak wielka szansa została zaprzepaszczona z powodu kilku błędów kierowców i to jest bardzo rozczarowujące.

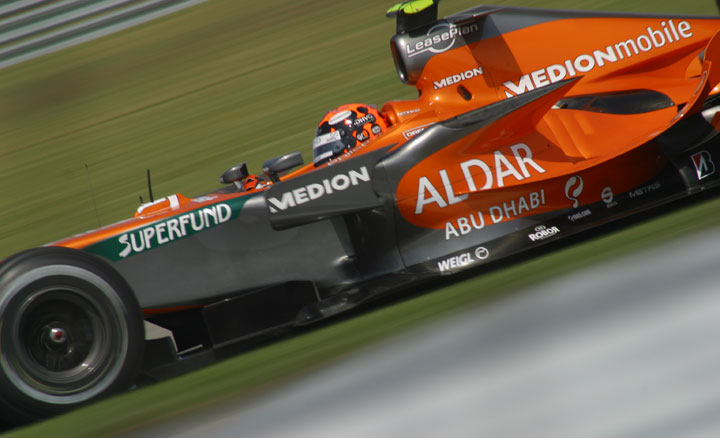
Christijan Albers podczas wyścigu o Grand Prix Stanów Zjednoczonych

Formuła 1 pozostała na kolejny tydzień w Ameryce Północnej, gdzie odbyło się Grand Prix Stanów Zjednoczonych. Zarówno w piątkowych, jak i w sobotnim treningu średnie czasy kierowców Spykera były niemal pół sekundy gorsze od poprzedzających ich kierowców STR. W kwalifikacjach było podobnie – Sutil stracił do Scotta Speeda 0,4, a Albers prawie 0,9 sekundy. Najlepszy w kwalifikacjach, drugi raz z rzędu, okazał się Lewis Hamilton. Już w pierwszym zakręcie na skutek karambolu, z wyścigu wycofali się Rubens Barrichello (Honda), Ralf Schumacher (Toyota) i David Coulthard (Red Bull). W dalszej części wyścigu usterki wyeliminowały ze zmagań kolejnych czterech kierowców, dzięki czemu zarówno Sutil, jak i Albers awansowali o siedem pozycji, finiszując na odpowiednio 14. i 15. miejscu. Wyścig na Indianapolis Motor Speedway wygrał Hamilton, tuż przed dwukrotnym mistrzem świata Fernando Alonso. Trzeci, tracąc ponad 11 sekund do Hiszpania na mecie pojawił się Massa.
Po Grand Prix Stanów Zjednoczonych w mediach pojawiły się spekulacje na temat zastąpienia na stanowisku etatowego kierowcy Christijana Albersa, 23-letnim kierowcą testowym Giedo van der Garde. Miejsce po Albersie mógł zająć także Niemiec Markus Winkelhock lub rutynowany Jos Verstappen. Powodem zwolnienia Holendra miały być wyniki niewspółmierne do osiągów Spykera F8-VII.
29 czerwca Formuła 1 powróciła do Europy, gdzie rozegrano Grand Prix Francji. Treningi nie napawały optymizmem ekipy Spykera. W każdym z treningów, strata wynosiła średnio około sekundy na jednym okrążeniu Circuit de Nevers Magny-Cours. W kwalifikacjach było jeszcze gorzej – Albers stracił 1,5 sekundy do 20. czasu Anthony Davidsona z Super Aguri. Kolejność startowa została jednak zmieniona po karze dla zespołowego partnera Davidsona – Takumy Satō, za przewinienia podczas GP USA. Przed samym startem w Spykerze F8-VII Sutila znaleziono usterkę układu elektrycznego, więc Niemiec musiał rozpocząć wyścig z alei serwisowej w zapasowym samochodzie. Ostatecznie Davidson startował z 19. pola, Albers z 20., a Satō z 21.. Na 28 okrążeniu wyścigu na zmianę opon i dotankowanie zjechał Albers. Podczas tankowania Holender ruszył z miejsca wyrywając z dystrybutora wąż do nalewania paliwa. Przejechał z nim kilkadziesiąt metrów, po czym wysiadł z samochodu, kończąc swój udział w Grand Prix Francji. Chwilę później drugi kierowca Spykera został wezwany do boksu, by odbyć karę Drive Through za przekroczenie prędkości podczas swojego pierwszego postoju. Na skutek kary Sutil spadł na ostatnią pozycję, na której pozostał już do końca wyścigu, finiszując siedemnasty, z dwoma okrążeniami straty do Kimiego Räikkönena. Podium uzupełnili Felipe Massa i Lewis Hamilton.
Po incydencie w alei serwisowej podczas wyścigu na Magny-Cours na Albersa spadła fala krytyki. Media ponownie przywołały pogłoski na temat zwolnienia jedynego Holendra w Formule 1. Coraz częściej przywoływano nazwisko Winkelhocka jako następcy Albersa. Niemiec miał zasiąść w bolidzie holenderskiego zespołu od Grand Prix Europy. W wywiadzie dla The Daily Telegraph także Mike Gascoyne nie szczędził słów krytyki wobec Albersa. Brytyjczyk pochwalił ekipę mechaników, którzy po incydencie zachowali się bardzo profesjonalnie i bez kłopotów zajęli się samochodem Sutila, który kilka okrążeń później zjechał na zmianę opon i tankowanie.
6 lipca odbyło się spotkanie zespołów w sprawie odkupowania nadwozi od innych konstruktorów oraz sporu między Spykerem a Super Aguri i Scuderią Toro Rosso. Jednym z postanowień było utworzenie funduszu, na który wpłyną pieniądze za transmisje telewizyjne. Miał on zapewnić holenderskiemu zespołowi dodatkowe pieniądze, jeśli rywale pokonają ich w klasyfikacji generalnej konstruktorów, Spyker natomiast musiał wycofać pozew sądowy, kończąc trwający niemal 4 miesiące spór. Tego samego dnia do publicznej wiadomości podano, iż Lola Cars wynajęła Spykerowi swój tunel aerodynamiczny, by Holendrzy mogli przyspieszyć prace nad wersją B modelu F8-VII.

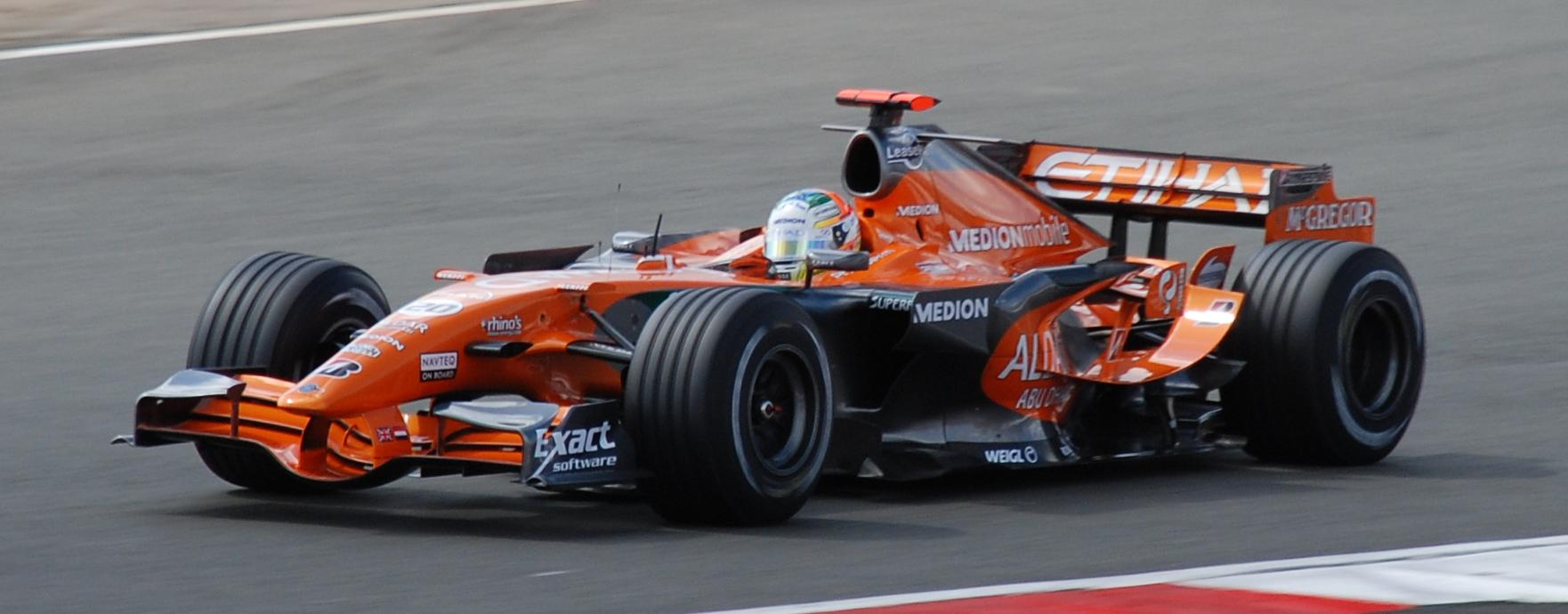
Adrian Sutil w początkowej fazie wyścigu na Silverstone Circuit

Dziewiątym wyścigiem było rozgrywane na Silverstone Circuit Grand Prix Wielkiej Brytanii. Czasy Spykera na treningach ponownie odstawały od reszty stawki. W kwalifikacjach strata do najbliższych rywali wynosiła ponad pół sekundy. Na skutek złych ustawień bolidu, Satō rozdzielił kierowców holenderskiego zespołu. Po przetasowaniach związanych ze zmianą samochodu przez Japończyka oraz zgaśnięciem silnika w Ferrari F2007 Felipe Massy przed samym startem wyścigu (przez co obaj startowali z boksów), Sutil i Albers startowali z 10. rzędu. Na swoim 16 okrążeniu w samochodzie Niemca awarii uległ silnik, wskutek czego nie ukończył on rywalizacji. Holender natomiast bez większych przygód dojechał do mety na 15. pozycji. Wyścig na Silverstone zakończył się zwycięstwem Räikkönena przed Alonso i Hamiltonem.
Niepewna sytuacja Christijana Albersa w Spykerze wyjaśniła się 10 lipca – został on zwolniony z kontraktu. Oficjalnym powodem były tarapaty finansowe jednego ze sponsorów Holendra. Wśród następców Albersa wymieniano Giedo van der Garde, Markusa Winkelhocka, Naraina Karthikeyana, Tiago Monteiro, Christiana Kliena i Marca Gené. Tydzień po zwolnieniu Holendra to Winkelhock awansował na stanowisko etatowego kierowcy ekipy z Silverstone. Umowa obejmowała jednak tylko Grand Prix Europy, gdyż zespół nadal poszukiwał zawodnika na resztę sezonu. Mimo tego Niemiec był zachwycony możliwością startu w domowym wyścigu.
Kolejny weekend wyścigowy sezonu rozegrano na niemieckim torze Nürburgring. Czasy kierowców Spykera po raz kolejny plasowały ich na odległych miejscach. Sutil tracił do najbliższego rywala średnio ponad sekundę, a Markus Winkelhock, ponad dwie. W sesji kwalifikacyjnej było podobnie – odpowiednio 1,35 i 2,8 sekundy straty do startującego z 20. pola Davida Coultharda z Red Bull Racing. Przed okrążeniem formującym ogłoszono, iż spodziewane są opady deszczu, jednak tylko Winkelhock zdecydował się na założenie opon przejściowych, przez co musiał startować z alei serwisowej. Przewidywania okazały się słuszne i pod koniec pierwszego okrążenia zaczęło padać. Dzięki zmianie opon przed startem, Niemiec nie miał problemów z przyczepnością i na sześć okrążeń został liderem. Był to pierwszy i ostatni raz w historii zespołu, kiedy kierowca przewodził stawce w wyścigu. W pierwszym zakręcie trzeciego okrążenia z powodu ulewy z toru wypadli Jenson Button (Honda), Adrian Sutil, Nico Rosberg (Williams), Scott Speed i Vitantonio Liuzzi (obaj STR), co zmusiło włodarzy wyścigu do wypuszczenia na tor samochodu bezpieczeństwa, a chwilę później do wywieszenia czerwonej flagi. Po 24 minutach wyścig wznowiono za safety carem. Na 14 okrążeniu, na skutek awarii układu hydraulicznego, z wyścigu wycofał się Winkelhock. Deszczowe Grand Prix Europy wygrał Alonso przed Massą i Markiem Webberem z Red Bulla.
Kierowców gotowych do przejęcia samochodu po Albersie było wielu – oprócz Karthikeyana i Kliena, Spyker interesował się także: własnym kierowcą rezerwowym Adriánem Vallésem, testerem Renault – Nelsinho Piquetem oraz Sakonem Yamamoto jeżdżącym w piątkowe popołudnia dla Super Aguri. Ostatecznie to właśnie Japończyk dołączył do Adriana Sutila na ostatnie wyścigi sezonu, zasilając budżet teamu pokaźną sumą pieniędzy od swoich sponsorów. Markus Winkelhock powrócił natomiast do ścigania się w serii Deutsche Tourenwagen Masters (DTM), pozostając związanym z holenderską ekipą.
25 lipca zespół przeprowadził testy części dla poprawionej wersji Spykera F8-VII. Sprawdzano między innymi zmienioną tylą część nadwozia oraz nową skrzynię biegów. Za sterami zasiadł Giedo van der Garde, pokonując bez problemów ponad 200 kilometrów na Stowe Circuit.
W pierwszy weekend sierpnia Formuła 1 zagościła na Hungaroringu, gdzie odbyło się Grand Prix Węgier. Podczas treningów reprezentanci holenderskiej ekipy ponownie znajdowali się na końcu tabeli z czasami. W kwalifikacjach było podobnie – ostatni, 11. rząd startowy. Sutil stracił do Sebastiana Vettela z STR ponad 0,5 sekundy, a ostatni Yamamoto miał czas prawie 4,5 sekundy gorszy od najlepszego czasu okrążenia uzyskanego przez Lewisa Hamiltona w II części sesji. Japończyk już na 5 okrążeniu wyścigu stracił panowanie nad samochodem, uszkodził go i musiał zakończyć swój udział w rywalizacji. Sutil finiszował na 17. miejscu. Wyścig na torze pod Budapesztem wygrał, startujący z pole position, Hamilton, drugi był Kimi Räikkönen, a na najniższym stopniu podium stanął Nick Heidfeld.
Przed weekendem w Turcji zespół rozpoczął testy Spykera F8-VIIB mającego zadebiutować właśnie na torze w Stambule. Na brytyjskim torze Santa Pod, tester Fairuz Fauzy przeprowadził testy aerodynamiczne poprawionej wersji bolidu. Mimo obiecujących osiągów, szef techniczny – Mike Gascoyne, nie zalecał wpadania w hurraoptymizm:

Staramy się trochę ostudzić oczekiwania, ale jest to rozsądny krok naprzód pod względem aerodynamicznym, a także mechanicznym, jeśli chodzi o tył. Myślę, że przyniesie to pewne korzyści, ale trudno jest ocenić, jak duże. To krok naprzód, choć niezbyt wielki i nadal możemy kwalifikować się w ostatnim rzędzie, ale ocenicie nas za rok od tego momentu.

23 sierpnia, czyli na dzień przed rozpoczęciem weekendu wyścigowego, poinformowano, że premiera nowej wersji samochodu zostaje przesunięta na Grand Prix Włoch. Powodem były nieudane testy zderzeniowe nowej, tylnej części F8-VIIB. Było to już trzecie przełożenie terminu debiutu poprawionej wersji jedynego samochodu konstrukcji Spykera.
Dwunastą eliminację sezonu zaplanowano na Istanbul Park, gdzie rozegrano Grand Prix Turcji. Podczas treningów, Adrian Sutil i Sakon Yamamoto ponownie notowali najsłabsze czasy – strata wynosiła co najmniej 0,6 sekundy do poprzedzających kierowców. Tempo w kwalifikacjach także nie pozwalało marzyć o pozycjach lepszych, niż 21. i 22., jednak z uwagi na kary za wymianę silnika dla obu kierowców Hondy, reprezentanci Spykera awansowali o dwie pozycje startowe. Turcja okazała się pechowa dla Sutila – najpierw podczas pit-stopu na 21 okrążeniu zablokowała się skrzynia biegów w jego samochodzie, przez co stracił ponad trzy minuty, a następnie na pięć pętli toru przed metą, spadło ciśnienie paliwa, co uniemożliwiło dalszą jazdę. Ostatecznie Niemiec został sklasyfikowany na 21. pozycji. Yamamoto bez większych przygód ukończył Grand Prix na 20. miejscu, z dwoma okrążeniami straty do zwycięzcy – Brazylijczyka Felipe Massy.
27 sierpnia pokazano światu pierwsze zdjęcia poprawionego samochodu Spykera. Samochód zmienił się nie tylko aerodynamicznie; przez zastosowanie zmienionych spoilerów oraz mniejszych części aerodynamicznych, ale także technicznie; dzięki zastosowaniu ulepszonej skrzyni biegów. Następnego dnia Spyker F8-VIIB przeszedł testy zderzeniowe, które pozwoliły mu na start w wyścigu. W środę Sutil przejechał pierwsze okrążenia nowym samochodem po włoskim Autodromo Nazionale di Monza, gdzie w pierwszy weekend września miała rozpocząć się kolejna eliminacja sezonu 2007.

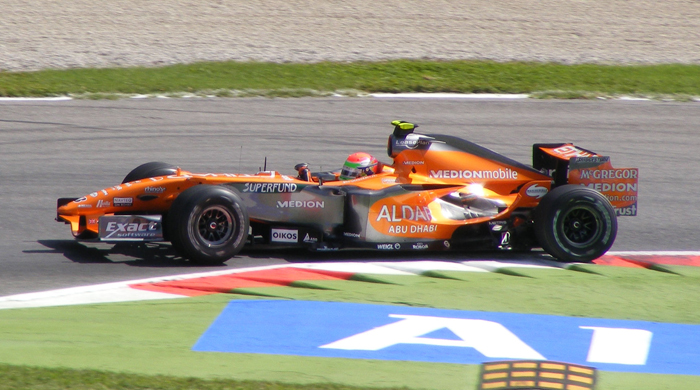
Sakon Yamamoto podczas sesji treningowego do Grand Prix Włoch

7 września Królowa sportów motorowych przybyła na najszybszy tor w kalendarzu sezonu 2007 – Monzę. Podczas piątkowych i sobotniej sesji treningowej, holenderskiej ekipie ponownie brakowało szybkości. Najlepsze czasy okrążenia kierowców Spykera były o ponad 2,5 sekundy gorsze od osiągów czołówki, klasyfikując Sutila i Yamamoto w ogonie stawki. Tempo kwalifikacyjne również nie pozwoliło na nic więcej, jak ostatni, jedenasty rząd startowy. Wyścig we Włoszech ukończyli obaj kierowcy Spykera – Niemiec i Japończyk finiszowali odpowiednio na 19. i 20. pozycji, zyskując od startu po dwie pozycje. Najlepszy we Włoszech okazał się zdobywca pole position – Fernando Alonso, przed zespołowym partnerem – Lewisem Hamiltonem oraz kierowcą Ferrari – Kimim Räikkönenem.
Ostatni weekend wyścigowy na kontynencie europejskim w sezonie rozpoczął się 14 września na belgijskim Circuit de Spa-Francorchamps. Układ toru oraz poprawki aerodynamiczne Spykera F8-VIIB pozwalały na większą konkurencyjność, z której dobrze korzystał Adrian Sutil – średnie czasy z treningów plasowały go na 19. pozycji. Yamamoto również próbował wykorzystać potencjał bolidu, jednak tylko w 2 sesji testowej był lepszy od Niemca. Tempo kwalifikacyjne nie było jednak tak dobre, wskutek czego Sutil wywalczył 20. miejsce. Japończyk, po problemach z dogrzaniem hamulców, z 1,5-sekundową stratą do zespołowego kolegi, był ostatni. Ostatecznie obaj kierowcy holenderskiej ekipy awansowali o jedno pole startowe na rzecz Giancarlo Fisichelli, na którego została nałożona kara za wymianę silnika po kwalifikacjach. Pole position wywalczył Kimi Räikkönen. Podczas wyścigu o Grand Prix Belgii dobrym startem popisał się Adrian Sutil, awansując na 14. miejsce i dzięki dobrej jeździe utrzymał je do mety. Yamamoto ukończył wyścig jako siedemnasty, ostatni sklasyfikowany kierowca. Dublet w Belgii zanotowało Ferrari (Räikkönen przed Massą), przypieczętowując swój triumf w klasyfikacji konstruktorów, a na najniższym stopniu podium stanął Fernando Alonso.
W połowie września nowi właściciele Spykera zaczęli poszukiwania kierowców gotowych reprezentować barwy nowej stajni. Mimo że Sutilem interesowały się inne zespoły, Niemiec chciał pozostać lojalny wobec obecnego pracodawcy. Yamamoto natomiast miał kontrakt tylko do końca sezonu 2007. Spekulowano, że obok Sutila może ścigać się młody Hiszpan Roldán Rodríguez, który kilka dni wcześniej zaimponował Colinowi Kollesowi podczas krótkiego pokazu na torze Silverstone. Finalnie Hiszpan został zatrudniony jako kierowca testowy na okres zimowych testów z opcją zatrudnienia jako kierowca wyścigowy. Kolejnym chętnym na zajęcie miejsca po Japończyku był Narain Karthikeyan. Atutem Hindusa miało być doświadczenie oraz wsparcie sponsorów. Dodatkowo narodowość Karthikeyana zwiększała jego szanse na starty w hinduskim zespole, którego właścicielem miał zostać Vijay Mallya.
28 września Formuła 1 przybyła na Fuji International Speedway, gdzie odbyło się Grand Prix Japonii. Sutil ponownie błysnął formą, zwłaszcza w pierwszym treningu, gdzie uzyskał 9. czas okrążenia, a w drugiej sesji był 16. Yamamoto miał problemy z samochodem i kończył treningi odpowiednio z 22. i 21. rezultatem. Sobotni trening z racji ulewnego deszczu został najpierw przerwany, a następnie odwołany. Podczas deszczowych kwalifikacji reprezentanci Spykera ponownie sobie nie poradzili – Niemiec z czasem 1:28,628 zdołał wywalczyć 20. pole startowe. Yamamoto z większą stratą musiał startować z ostatniego miejsca. Również w niedzielę aura nie sprzyjała kierowcom. Wyścig rozpoczął się za samochodem bezpieczeństwa, który pozostał na torze aż do końca 19 okrążenia. Po zakończeniu neutralizacji, w pierwszym zakręcie doszło do kilku kolizji. Z zamieszania skorzystał Sutil, awansując na 11. miejsce. Na 41 okrążeniu z wyścigu odpadł Fernando Alonso, a kilka okrążeń później także Mark Webber (Red Bull Racing) i Sebastian Vettel (STR). W końcówce wyścigu nastąpiła wręcz plaga problemów technicznych, na skutek których kolejnych sześciu kierowców nie ukończyło wyścigu. Miejsce na podium zajęli: Lewis Hamilton, Heikki Kovalainen (Renault) i Kimi Räikkönen. Sutil przekroczył linię mety jako dziewiąty, a Yamamoto dwunasty. Po wyścigu na Vitantonio Liuzziego z STR (ósmy na mecie) nałożono karę doliczenia 25 sekund do końcowego czasu, co zepchnęło go na dziewiątą pozycję. Tym samym Adrian Sutil za 8. miejsce zdobył jeden, i jak się później okazało, ostatni punkt dla Spyker F1 Team w jego krótkiej historii.
Krótko po ogłoszeniu kary dla Liuzziego i zdobyciu przez Spykera pierwszego punktu, głos zabrał jego zdobywca:

(...) zasłużyliśmy na ten punkt po całej ciężkiej pracy, jaką wykonaliśmy w tym roku i wreszcie udało się. To wspaniałe uczucie, nawet jeśli nie dokonaliśmy tego na torze.

Później również Colin Kolles wypowiadał się na temat osiągów debiutanta:

Sporo ludzi po połowie sezonu uznało, że Adrian jest szybki, ale wydaje mi się, że myśleli też, iż jest nieco zbyt 'entuzjastyczny'. Zawsze mieliśmy świadomość, że biorąc debiutanta podejmujemy ryzyko, ale wiedzieliśmy też, że ma potencjał by być naprawdę dobrym kierowcą.
W Turcji zachował spokój, kiedy był naciskany przez kierowców Hondy, w Belgii pokazał, że potrafi być cierpliwy i umie wybrać odpowiedni moment na zaatakowanie. Teraz w Japonii w trudnych warunkach utrzymał się na torze i wyprzedzał znacznie bardziej doświadczonych kierowców. Jestem przekonany, że pokazał już wystarczająco, jak daleko może zajść i ile się nauczył.

Szesnastą eliminacją w sezonie 2007 była 4. edycja Grand Prix Chin. Po udanym weekendzie w Japonii, holenderska ekipa wróciła do swojej poprzedniej, słabej dyspozycji. W treningach strata wynosiła nawet 0,7 sekundy, podczas sesji kwalifikacyjnej Adrian Sutil stracił do dwudziestego Takumy Satō dokładnie 0,450 sekundy, natomiast Yamamoto był wolniejszy od kierowcy Super Aguri o ponad sekundę. Ekipa z Silverstone nie mogła zaliczyć wyścigu na Shanghai International Circuit do udanych. Najpierw stratedzy wyścigowi dobrali złe opony do panujących warunków, przez co kierowcy już na początku rywalizacji musieli zmienić je z ekstremalnie deszczowych na zwykłe deszczowe. W połowie wyścigu nad ostatnim sektorem toru pojawił się deszcz. Wtedy, w ostatnim zakręcie Sutil stracił panowanie nad samochodem, uderzył w bandę, a zniszczenia nie pozwoliły mu na dalszą jazdę. Japończyk z kolei źle ustawił bolid, a zmienne warunki, a co za tym idzie, częste wizyty w boksach dały kiepski rezultat – ostatnie, 17. miejsce z trzema okrążeniami straty do zwycięzcy – Kimiego Räikkönena. Podium uzupełnili Fernando Alonso i Felipe Massa.

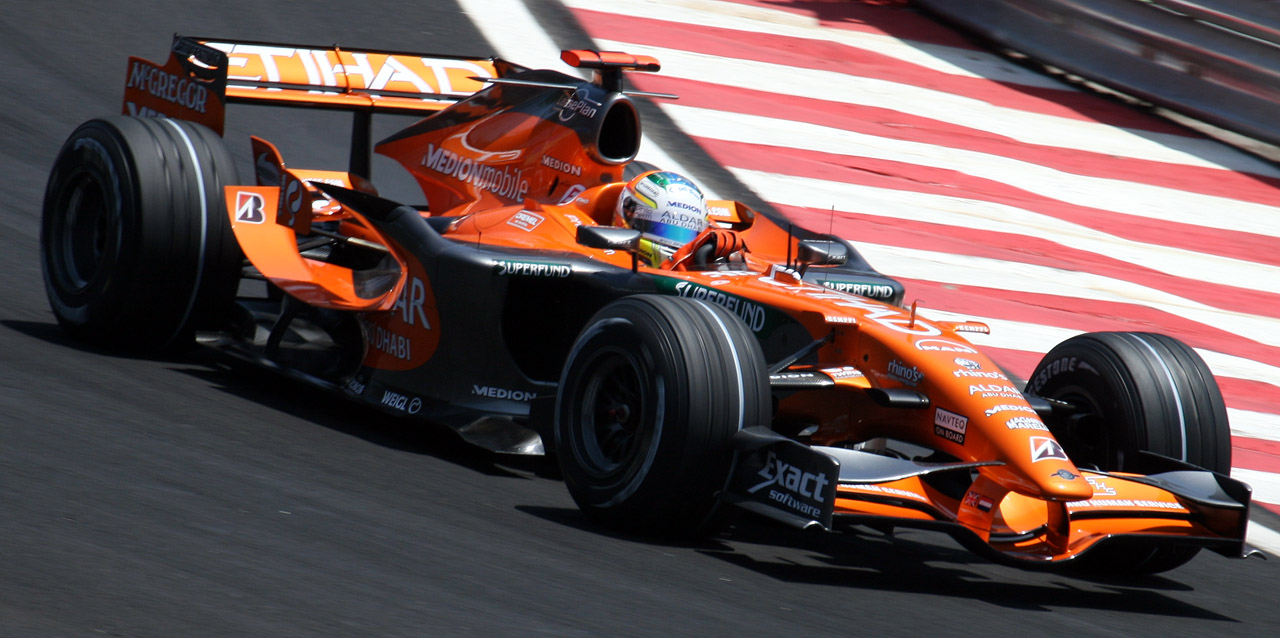
Adrian Sutil podczas sobotniej sesji treningowej przed Grand Prix Brazylii

Finałowy weekend zaplanowano na 19-21 października na brazylijskim obiekcie Autódromo José Carlos Pace. Treningi przed Grand Prix Brazylii ponownie były słabe w wykonaniu kierowców Spykera. Najlepsze czasy Sutila i Yamamoto były około 2 sekund gorsze od czasu 1:11,810 uzyskanego przez Felipe Massę. Brak szybkości okazał się decydujący także podczas kwalifikacji – Spyker ponownie musiał startować z ostatniego rzędu. Niemiec, mimo problemów z układem paliwowym i tak osiągnął czas lepszy od zespołowego kolegi, jednak z uwagi na prace przy układzie zasilania, Sutil musiał startować z alei serwisowej. Ostatni wyścig nie był wymarzonym zakończeniem pracy dla holenderskiego zespołu – Fisichella po zbyt szerokim wyjeździe, wyjechał z pobocza wprost pod koła bolidu Sakona Yamamoto, eliminując siebie i Japończyka z rywalizacji. Na 25 okrążeniu doszło do kolizji Adriana Sutila z Anthonym Davidsonem z Super Aguri, przez co Niemiec musiał kilkukrotnie zjeżdżać do boksów by naprawić uszkodzenia. Wtedy też ujawniły się problemy z hamulcami F8-VIIB, które zmusiły mistrza Japońskiej Formuły 3 z sezonu 2006 do wycofania się na 52 pętli toru (miał wtedy 9 okrążeń straty do lidera). Ostatni wyścig sezonu wygrał Kimi Räikkönen, który dzięki trzeciemu miejscu Fernando Alonso i siódmej pozycji Lewisa Hamiltona, został Mistrzem Świata kierowców Formuły 1 w sezonie 2007. Drugi na mecie był startujący z pole position Felipe Massa.
Rok 2007 to niepodzielne panowanie dwóch zespołów – Ferrari i McLarena. Kierowcy tych ekip zdobyli wszystkie pole position i wygrali wszystkie wyścigi sezonu. Najlepszym z kierowców był Kimi Räikkönen z Ferrari, który o zaledwie jedno oczko wyprzedził dwójkę McLarena – Lewisa Hamiltona i Fernando Alonso. Adrian Sutil z jednym punktem sklasyfikowany został na 19. pozycji. Pozostali kierowcy holenderskiego zespołu – Sakon Yamamoto, Christijan Albers i Markus Winkelhock bez punktów zajęli odpowiednio miejsca od 24. do 26.. Cieniem na sezon rzuciła się afera szpiegowska w sprawie posiadania przez McLarena własności intelektualnej Ferrari, wskutek czego brytyjski zespół został pozbawiony wszystkich punktów w klasyfikacji konstruktorów. Tytuł Mistrza Świata konstruktorów zdobyło więc Ferrari, drugie miejsce zajęło BMW Sauber, a trzecie – Renault. Spyker z jednym punktem został sklasyfikowany na 10. miejscu.
20 października Vijay Mallya złożył do FIA i szefa administracji Formuły 1 – Berniego Ecclestona wniosek o zmianę nazwy zespołu na Force India F1. Brytyjczyk zaakceptował zmianę nazwy, jednak Mallya musiał zaczekać do 24 października na wynik posiedzenia Światowej Rady Sportów Motorowych. WMSC także nie miało zastrzeżeń co do nowej nazwy zespołu z Silverstone, co zakończyło krótką historię Etihal Aldar Spyker F1 Team w Formule 1.

### Sprzedaż zespołu

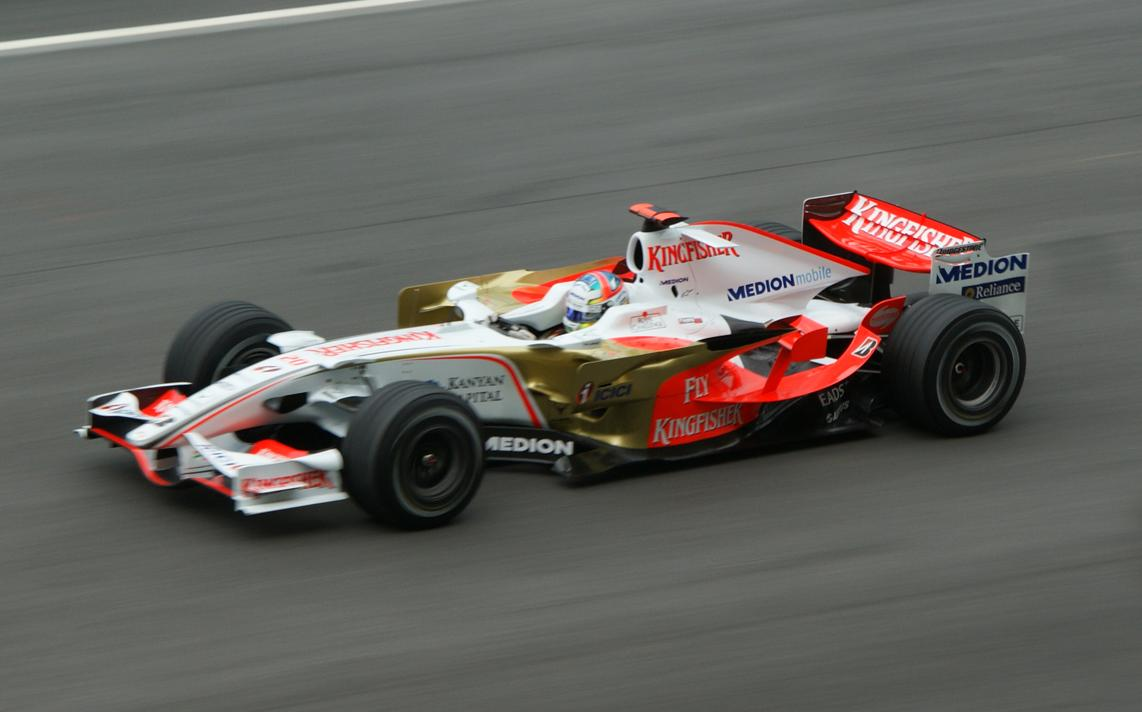
Force India VJM01 – bolid zespołu Force India F1 Team na sezon 2008, zbudowany na podstawie Spykera F8-VII

Po Grand Prix Europy na niemieckim torze Nürburgring kierownictwo Spyker Cars podało, iż gotowe jest sprzedać część lub całość udziałów w zespole:

Z różnych scenariuszy refinansowania branych pod uwagę, jedną z możliwości jest (częściowa) sprzedaż zespołu Spyker Formula One.

Powodem wystawienia teamu Formuły 1 na sprzedaż była niepewna sytuacja finansowa producenta samochodów – Spyker Cars N.V..
Oświadczenie kierownictwa zaniepokoiło fanów i pracowników Spykera, jednak szef zespołu – Colin Kolles oświadczył, że finanse pozwolą na pewne ukończenie sezonu, a spadkobierca MF1 Racing zostanie sprzedany tylko w ostateczności. Kierownictwo chciało zabezpieczyć przyszłość zespołu i dołożyć wszelkich starań, by nie doszło do likwidacji teamu Formuły 1.

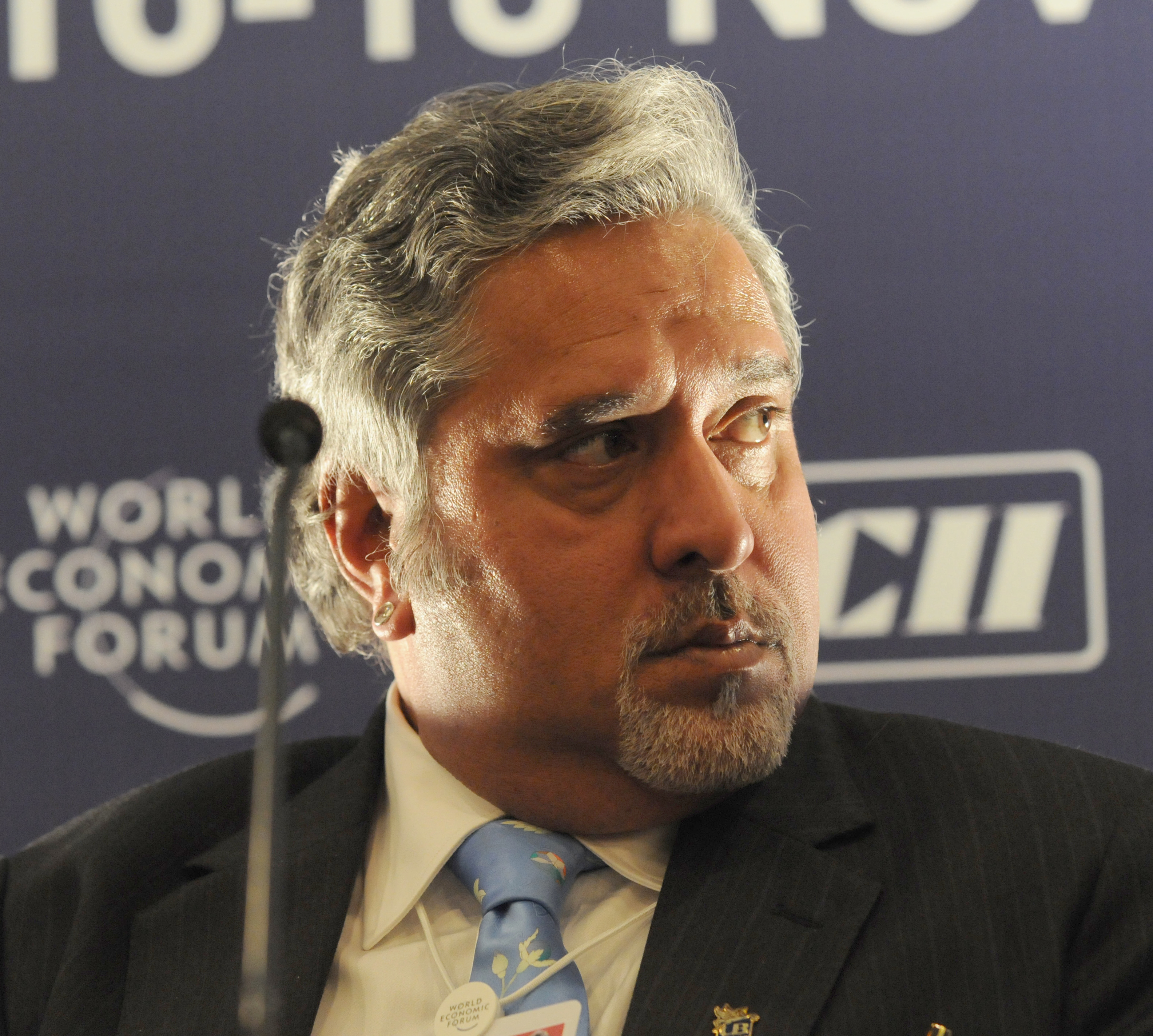
Vijay Mallya – właściciel zespołu Force India F1 Team

Wśród chętnych gotowych uratować Spyker F1 Team przed likwidacją był szef zespołu – Michiel Mol, który, ze względu na konflikt interesów, zrezygnował z kierowniczego stanowiska w holenderskiej ekipie. Nie chciał on jednak przejmować zespołu sam. Innym, który zadeklarował pomoc Spykerowi, był szef zespołu z Silverstone – Alex Shnaider, który zarządzał MF1 Racing w sezonie 2006.
1 września 2007 roku serwis Grandprix.com podał, iż Spyker został sprzedany rodzinie Mol i hinduskiemu biznesmenowi Vijayowi Mallyi, a finalizacja sprzedaży miała zostać ogłoszona w najbliższych dniach. Później podano, że Spyker Cars zaakceptował wstępną, wartą 88 mln euro propozycję kupna całościowego pakietu akcji Etihad Aldar Spyker F1 Team złożoną przez konsorcjum Orange India Holdings Sarl należące do Mallyi i familii Molów.
Ostatecznie, 29 września na spotkaniu udziałowców holenderskiego zespołu, podjęto decyzję o sprzedaży całości akcji Spyker F1 Team konsorcjum Orange India Holdings Sarl za 88 mln €, ratując tym samym sytuację finansową producenta samochodów Spykera.
Mallya początkowo planował zatrudnienie hinduskiego kierowcy, jednak pod uwagę brano też kilku innych kierowców. Wśród najpoważniejszych kandydatów do drugiego fotela w Force India byli Roldán Rodríguez (tester Spykera), Vitantonio Liuzzi (kierowca w STR), Christian Klien (kierowca testowy Hondy) oraz Giancarlo Fisichella (kierowca Renault).
10 stycznia 2008 roku podano pełny skład kierowców na sezon 2008. Do wcześniej ogłoszonego Sutila, na stanowisku kierowcy etatowego dołączył Fisichella, zaś testerem hinduskiego zespołu został Liuzzi.

## Wyniki w Formule 1
| Legenda oznaczeń w tabelach wyników Wyświetl szablon na nowej stronie | Legenda oznaczeń w tabelach wyników Wyświetl szablon na nowej stronie                                                                     |
| Oznaczenie                                                            | Wyjaśnienie |
| --------------------------------------------------------------------- | --- |
| Złoty                                                                 | Zwycięzca lub mistrzostwo |
| Srebrny                                                               | 2. miejsce lub wicemistrzostwo |
| Brązowy                                                               | 3. miejsce lub II wicemistrzostwo |
| Zielony                                                               | Ukończył, punktował (w klasyfikacji generalnej, gdy zdobył co najmniej jeden punkt na przestrzeni sezonu, poza trzema powyższymi opcjami) |
| Niebieski                                                             | Ukończył, nie punktował (w klasyfikacji generalnej, gdy nie zdobył co najmniej jednego punktu na przestrzeni sezonu)                      |
| Czerwony                                                              | Nie zakwalifikował się (NZ) |
| Czerwony                                                              | Nie prekwalifikował się (NPK) |
| Różowy                                                                | Nie ukończył (NU) |
| Różowy                                                                | Niesklasyfikowany (NS) (w klasyfikacji generalnej, gdy nie został sklasyfikowany w żadnym wyścigu sezonu)                                 |
| Czarny                                                                | Zdyskwalifikowany (DK) |
| Czarny                                                                | Wykluczony (WYK/EX) |
| Biały                                                                 | Nie wystartował (NW) |
| Biały                                                                 | Kontuzjowany (K/INJ) |
| Biały                                                                 | Wyścig odwołany (OD/C) |
| Bez koloru                                                            | Został wycofany (WYC/WD) |
| Bez koloru                                                            | Nie przybył (NP/DNA) |
| Bez koloru                                                            | Nie brał udziału w treningach (NT/DNP) |
| Bez koloru                                                            | Nie został zgłoszony (–) |
| Pogrubienie                                                           | Start z pole position |
| Kursywa                                                               | Najszybsze okrążenie wyścigu |
| †                                                                     | Nie ukończył, ale jego rezultat został zaliczony ze względu na przejechanie więcej niż 90% dystansu wyścigu.                              |
| *                                                                     | Sezon w trakcie |
| 1/2/3                                                                 | Punktowana pozycja w sprincie |
| Lista systemów punktacji Formuły 1                                    | |

| Sezon | Zespół                      | Kierowcy          | Wyniki w poszczególnych eliminacjach | Wyniki w poszczególnych eliminacjach | Wyniki w poszczególnych eliminacjach | Wyniki w poszczególnych eliminacjach | Wyniki w poszczególnych eliminacjach | Wyniki w poszczególnych eliminacjach | Wyniki w poszczególnych eliminacjach | Wyniki w poszczególnych eliminacjach | Wyniki w poszczególnych eliminacjach | Wyniki w poszczególnych eliminacjach | Wyniki w poszczególnych eliminacjach | Wyniki w poszczególnych eliminacjach | Wyniki w poszczególnych eliminacjach | Wyniki w poszczególnych eliminacjach | Wyniki w poszczególnych eliminacjach | Wyniki w poszczególnych eliminacjach | Wyniki w poszczególnych eliminacjach | Wyniki kierowców | Wyniki kierowców | Wyniki konstruktora | Wyniki konstruktora |
| Sezon | Zespół                      | Kierowcy          | AUS                                  | MYS                                  | BHR                                  | ESP                                  | MON                                  | KAN                                  | USA                                  | FRA                                  | GBR                                  | EUR                                  | HUN                                  | TUR                                  | ITA                                  | BEL                                  | JPN                                  | CHN                                  | BRA                                  | Punkty           | Pozycja          | Punkty              | Pozycja             |
| ----- | --------------------------- | ----------------- | ------------------------------------ | ------------------------------------ | ------------------------------------ | ------------------------------------ | ------------------------------------ | ------------------------------------ | ------------------------------------ | ------------------------------------ | ------------------------------------ | ------------------------------------ | ------------------------------------ | ------------------------------------ | ------------------------------------ | ------------------------------------ | ------------------------------------ | ------------------------------------ | ------------------------------------ | ---------------- | ---------------- | ------------------- | ------------------- |
| 2007  | Etihad Aldar Spyker F1 Team | Adrian Sutil      | 17                                   | NU                                   | 15                                   | 13                                   | NU                                   | NU                                   | 14                                   | 17                                   | NU                                   | NU                                   | 17                                   | 21†                                  | 19                                   | 14                                   | 8                                    | NU                                   | NU                                   | 1                | 19               | 1                   | 10                  |
| 2007  | Etihad Aldar Spyker F1 Team | Christijan Albers | NU                                   | NU                                   | 14                                   | 14                                   | 19†                                  | NU                                   | 15                                   | NU                                   | 15                                   | -                                    | -                                    | -                                    | -                                    | -                                    | -                                    | -                                    | -                                    | 0                | 25               | 1                   | 10                  |
| 2007  | Etihad Aldar Spyker F1 Team | Markus Winkelhock | -                                    | -                                    | -                                    | -                                    | -                                    | -                                    | -                                    | -                                    | -                                    | NU                                   | -                                    | -                                    | -                                    | -                                    | -                                    | -                                    | -                                    | 0                | NS               | 1                   | 10                  |
| 2007  | Etihad Aldar Spyker F1 Team | Sakon Yamamoto    | -                                    | -                                    | -                                    | -                                    | -                                    | -                                    | -                                    | -                                    | -                                    | -                                    | NU                                   | 20                                   | 20                                   | 17                                   | 12                                   | 17                                   | NU                                   | 0                | 24               | 1                   | 10                  |

## Statystyki
| Sezon | Zespół                      | Konstruktor    | Zgłoszenia | GP | PKT | P. | P1 | P2 | P3 | Punkt. | PP | NO | NS | DK | NZ |
| --- | --------------------------- | -------------- | ---------- | -- | --- | -- | -- | -- | -- | ------ | -- | -- | -- | -- | -- |
| 2007 | Etihad Aldar Spyker F1 Team | Spyker-Ferrari | 34         | 17 | 1   | 10 | -  | -  | -  | 1      | -  | -  | 14 | -  | -  |
| Razem | 1                           | 1              | 34         | 17 | 1   | 10 | -  | -  | -  | 1      | -  | -  | 14 | -  | -  |
| Sezon | Zespół                      | Konstruktor    | Zgłoszenia | GP | PKT | P. | P1 | P2 | P3 | Punkt. | PP | NO | NS | DK | NZ |
| Zgłoszenia - starty wszystkich samochodów; GP - zaliczone Grand Prix; P. - pozycja końcowa; P1, P2, P3 - pozycje na podium; Punkt. - punktował; PP - pole position; NO - najszybsze okrążenia; NS - niesklasyfikowany; DK - dyskwalifikacje; NZ - nie zakwalifikował się |                             |                |            |    |     |    |    |    |    |        |    |    |    |    |    |

## Podsumowanie
| Ważne wyścigi     | Ważne wyścigi                                                                     |
| ----------------- | --------------------------------------------------------------------------------- |
| Debiut            | Grand Prix Australii 2007 (#1, Adrian Sutil, Christijan Albers)                   |
| Pierwsze punkty   | Grand Prix Japonii 2007 (#15, Adrian Sutil)                                       |
| Ostatni           | Grand Prix Brazylii 2007 (#17, Adrian Sutil, Sakon Yamamoto)                      |
| Najwyższe pozycje |                                                                                   |
| Kwalifikacje      | 19                                                                                |
| Wyścig            | 8                                                                                 |
| Inne              |                                                                                   |
| Kierowca testowy  | Fairuz Fauzy Giedo van der Garde Roldán Rodríguez Adrián Vallés Markus Winkelhock |

## Kierowcy
|     | Kierowca          | Sezony | Starty | PP | Wygrane | MŚ | Zespół    |
| --- | ----------------- | ------ | ------ | -- | ------- | -- | --------- |
| NLD | Christijan Albers | 2007   | 9      | 0  | 0       |    | fabryczny |
| DEU | Adrian Sutil      | 2007   | 17     | 0  | 0       |    | fabryczny |
| DEU | Markus Winkelhock | 2007   | 1      | 0  | 0       |    | fabryczny |
| JPN | Sakon Yamamoto    | 2007   | 7      | 0  | 0       |    | fabryczny |

## Informacje techniczne
W sezonie 2007 samochody Spyker F8-VII napędzane były wolnossącymi silnikami V8 Ferrari o pojemności 2,4 litra, a dostawcą opon był Bridgestone. Po Grand Prix Turcji zespół wprowadził zmodernizowaną wersję bolidu oznaczoną F8-VIIB.
| Sezon | Zespół         | Podwozie                     | Silnik (Typ)          | Opony       |
| ----- | -------------- | ---------------------------- | --------------------- | ----------- |
| 2007  | Spyker F1 Team | Spyker F8-VII Spyker F8-VIIB | Ferrari 056 (2,4l V8) | Bridgestone |
| Razem | 1              | 2                            | 1                     | 1           |
| Sezon | Zespół         | Podwozie                     | Silnik (Typ)          | Opony       |